# Out of Exile
《Out of Exile》은 미국의 록 슈퍼그룹 오디오슬레이브의 두 번째 스튜디오 음반이다. 이 음반은 2005년 5월 23일, 국제적으로 발매되었고 하루 뒤 미국에서 에픽 레코드와 인터스코프 레코드를 통해 발매되었다. 이 음반은 빌보드 200 차트에서 1위를 차지한 그 밴드의 유일한 음반이다. 이 음반에는 〈Be Yourself〉, 〈Your Time Has Come〉, 〈Don't Remind Me〉, 〈Out of Exile〉의 4개의 싱글이 발매되었다. 〈Don't Remind Me〉는 2006년 제48회 그래미 어워드 하드 록 퍼포먼스 부문 후보에 올랐다.

## 배경
드러머 브래드 윌크는 "오디오슬레이브 밴드가 도착했습니다. 첫 번째 음반은 역사가 있는 다른 두 밴드의 사람들이었습니다. 저는 이 음반으로 그것을 느끼지 못합니다." 크리스 코넬은 2002년 이후 그의 삶의 긍정적인 변화에 영향을 받아 이번 음반에서 가장 개인적인 곡들을 썼다고 인정했다. 그는 또한 이 음반이 데뷔 음반보다 더 다양하고 무거운 기타 리프에 덜 의존한다고 설명했다.
2005년 5월 6일, 오디오슬레이브는 쿠바 아바나에서 무료 공연을 했다. 오디오슬레이브는 7만 명의 관객 앞에서 연주하며 쿠바에서 콘서트를 연 최초의 미국 록 그룹이 되었다. 이 밴드는 쿠바 음악가들과 교류하기 위해 5월 4일, 아바나로 갔다. 코넬은 "바라건대, 이 콘서트가 우리 두 나라 사이의 음악적 경계를 여는 데 도움이 될 것입니다"라고 논평했다. 26곡의 세트 콘서트는 그 밴드가 연주한 것 중 가장 긴 것이었다. 발매일 3주 전에 열린 콘서트에서 《Out of Exile》의 많은 곡들이 공연되었고, 이는 이 음반의 트랙 중 첫 번째 라이브 공연이 되었다. 이 콘서트는 같은 해 10월에 발매된 《Live in Cuba》 DVD에 수록되었다.
〈Your Time Has Come〉와 〈Man or Animal〉은 2006년 레이싱 비디오 게임인 《플랫아웃 2》에 수록되었다.

## 반응
| 전문가 평가          | 전문가 평가 |
| 총 점수              | 총 점수     |
| 출처                 | 점수        |
| -------------------- | ----------- |
| 메타크리틱           | 67/100      |
| 평가 점수            |             |
| 출처                 | 점수        |
| Allmusic             | [ 9 ]       |
| The Austin Chronicle | [ 10 ]      |
| Blabbermouth.net     | (6.5/10)    |
| Robert Christgau     | [ 12 ]      |
| Entertainment Weekly | C+          |
| Los Angeles Times    | [ 14 ]      |
| Pitchfork            | (6.8/10)    |
| PopMatters           | [ 16 ]      |
| Rolling Stone        | [ 17 ]      |
| Slant Magazine       | [ 18 ]      |

비판적인 반응은 대부분 따뜻했고, 코넬이 정면으로 내세운 레이지 어게인스트 더 머신과는 달리 밴드가 자신만의 사운드를 정의하기 위해 노력하고 있다는 사실을 강조했다. 비평가들은 처음에 오디오슬레이브를 레이지 어게인스트 더 머신과 사운드가든의 합체라고 묘사했지만, 밴드의 두 번째 음반인 《Out of Exile》은 그들이 별도의 정체성을 확립했다고 언급했다. 비평가들은 코넬의 더 강한 보컬이 흡연과 음주의 결과일 수 있다고 언급했고, 《Out of Exile》은 "밴드가 그 자체로 들어오는 사운드"라고 지적했다. 올뮤직은 이 음반을 "날씬하고, 단단하고, 강하고, 기억에 남는다"고 칭찬했다. musicOMH.com은 코넬의 가사가 "어처구니없는 것에 가깝다"고 썼다. 이 음반은 Amazon.com의 2005년 편집자 선정 100위 중 하나로 선정되었다.

## 상업적 성과
《Out of Exile》은 2005년 5월에 발매되어 263,000장의 음반 판매량을 기록하며 미국 차트 1위로 데뷔했으며, 이는 오디오슬레이브 발매 첫 주 가장 많이 팔린 음반이 되었다. 이 음반은 이후 플래티넘 지위를 획득하였다.

## 곡 목록
모든 곡들은 오디오슬레이브에 의해 작사/작곡하였다.
| #   | 제목                      | 재생 시간 |
| --- | ------------------------- | --------- |
| 1.  | 〈Your Time Has Come〉    | 4:15      |
| 2.  | 〈Out of Exile〉          | 4:51      |
| 3.  | 〈Be Yourself〉           | 4:39      |
| 4.  | 〈Doesn't Remind Me〉     | 4:15      |
| 5.  | 〈Drown Me Slowly〉       | 3:53      |
| 6.  | 〈Heaven's Dead〉         | 4:36      |
| 7.  | 〈The Worm〉              | 3:57      |
| 8.  | 〈Man or Animal〉         | 3:53      |
| 9.  | 〈Yesterday to Tomorrow〉 | 4:33      |
| 10. | 〈Dandelion〉             | 4:38      |
| 11. | 〈#1 Zero〉               | 4:59      |
| 12. | 〈The Curse〉             | 5:09      |

## 인증
| 국가                       | 인증     | 판매량/출하량 |
| -------------------------- | -------- | ------------- |
| 오스트레일리아 (ARIA)      | 플래티넘 | 70,000^       |
| 캐나다 (뮤직 캐나다)       | 플래티넘 | 100,000^      |
| 뉴질랜드 (RMNZ)            | 플래티넘 | 15,000^       |
| 미국 (RIAA)                | 플래티넘 | 1,000,000^    |
| 영국 (BPI)                 | 골드     | 100,000^      |
| ^출하량을 기반으로 한 인증 |          |               |